# 고래사냥 2
《고래 사냥 2》(Whale Hunting 2)는 한국에서 제작된 배창호 감독의 1985년 영화이다. 안성기, 강수연 등이 주연으로 출연하였고 황기성 등이 제작에 참여하였다.

## 출연

### 주연
- 안성기
- 손창민
- 강수연

### 조연
- 김기주
- 박동룡
- 신찬일
- 남포동
- 이희성
- 김다혜
- 김인문

## 기타
- 제작실장: 이상운
- 제작주임: 김경성
- 촬영부: 곽명훈
- 촬영부: 김명수
- 촬영부: 성덕기
- 조명: 김강일
- 조명부: 박현원
- 조명부: 김일준
- 조명부: 김재후
- 스크립터: 양정애
- 조감독: 이명세
- 조감독: 김종서
- 조감독: 구임서
- 조감독: 유인성
- 녹음: 김병수
- 미술: 김유준
- 소품: 김태욱
- 특수효과: 김철석